# Antonio Arjona Castro
Antonio Arjona Castro (Priego de Córdoba, 29 de julio de 1938-Córdoba, 8 de septiembre de 2013) fue un médico pediatra, profesor e historiador arabista español.

## Biografía
Médico especialista en Pediatría y Puericultura por la Facultad de Medicina de la Universidad de Sevilla (1965), trabajó como médico en el hospital Infantil sevillano. Se trasladó a Córdoba al obtener la plaza de pediatra. Su interés por la historia en general y de Andalucía en particular, le llevó a trabar contacto con otros historiadores. Estudió árabe durante doce años y terminó por convertirse en un reputado historiador, en especial de la historia de al-Ándalus, siendo autor de múltiples obras sobre la materia. Fue profesor invitado en distintas universidades de todo el mundo y dirigió el Instituto de Estudios Califales de Córdoba.
Fue miembro correspondiente de la Real Academia de Medicina y Cirugía de Sevilla, de la Real Academia de Historia de España y numerario de la Real Academia de Ciencias, Bellas Letras y Nobles Artes de Córdoba.

## Obras
- Historia de la villa de Luque (Instituto de Andalucía, 1977)
- Andalucía musulmana: estructura político-administrativa (Confederación Española de Cajas de Ahorros, 1980)
- Anales de Córdoba musulmana (711-1008) (Confederación Española de Cajas de Ahorros, 1982)
- Generación del feto y tratamiento de mujeres embarazadas y de los recién nacidos. Traducción del árabe con notas críticas histórico-médicas del primer tratado de Obstetricia y Pediatría de al-Andalus del médico cordobés 'Arib ibn Sa'id al-Kurtubi.
- El Reino de Córdoba durante la dominación musulmana (Diputación Provincial de Córdoba, 1982) (Servicio de Publicaciones de la Excma. Diputación Provincial de Córdoba, 1983)
- La sexualidad en la España musulmana (1ª edic. Córdoba 1985 y 2ª edic. 1990)
- Orígenes históricos de los reinos de Andalucía (Universidad de Córdoba. Servicio de Publicaciones, 1986)
- Introducción a la medicina arabigoandaluza (1989)
- La sanidad y la población de Córdoba en el siglo X (Tesis doctoral, 1992. Universidad de Córdoba. Instituto de Historia de Andalucía)
- El Colegio de Médicos de Córdoba y los Médicos de Córdoba en la Edad Media y en época contemporánea (Monte de Piedad y Caja de Ahorros de Córdoba, 1998)
- Urbanismo de la Córdoba califal (En colaboración de R. Gracia Boix, J.L. Lope y López de Rego y Natividad Arjona Padillo. En esta obra se localizan las ruinas de al-Madina al-Zahira en el cortijo de Las Quemadas de Córdoba, 1998)
- Historia de la almunia de la Arruzafa de Córdoba (2000)
- Córdoba en la historia de Al-Andalus. Desarrollo, apogeo y ruina de la Córdoba omeya. Volumen I (de la conquista al final del emirato. Prólogo de María Jesús Viguera Molins. En esta obra se rehace la historia de Córdoba durante el emirato aportando las noticias inéditas del nuevo volumen del Muqtabis de Ibn Hayyan (II-1) recientemente editado por el profesor Mahmud Ali Makki y Federico Corriente y los resultados de las excavaciones arqueológicas habidas en Córdoba durante los últimos 10 años. 2001)
- Cabra, capital del Sur de Al-Andalus (Con Natividad Arjona Padillo. Ayuntamiento de Cabra, 2002)
- Córdoba, su provincia y sus pueblos en época musulmana (Ayuntamiento de Córdoba, 2003)
- Enfermos ilustres de Córdoba y Al-Andalus (Fundación Grupo Prasa, 2005)
- Historia de Córdoba en el Califato Omeya. Editoria Almuzara, 2010. ISBN 9788492924172